# Vincenzo Ramírez

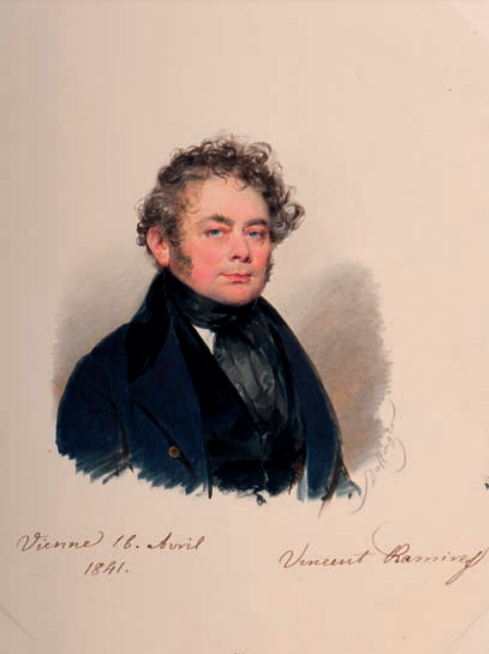
Vincenzo retratado por Moritz Daffinger en 1841, parte de la Colección de retratos Metternich.

Vincenzo Ramírez (en ocasiones, Vincenzio Ramírez) (siglo XVIII-d. 1854) fue un diplomático al servicio de los reyes de las Dos-Sicilias.

## Biografía
Originario del reino de Sicilia, fue hijo de Domenico Ramírez.
Siguió la carrera diplomática. Era secretario de legación en Madrid en 1817 durante la embajada de Fulco Antonio Ruffo, principe de Scilla.
En 1826 era oficial en el Ministerio de Estado del reino de las Dos-Sicilias, cuando fue nombrado encargado de asuntos de Francisco I de las Dos-Sicilias en el reino de los Países Bajos.Posteriormente pasaría a servir esa posición en calidad de enviado extraordinario y ministro plenipotenciario ante Guillermo I de los Países Bajos.
Fue nombrado enviado extraordinario y ministro plenipotenciario en Turín, ante el rey Carlos Alberto de Cerdeña, en 1834. Protagonizó un incidente cuando presentaba sus cartas credenciales al monarca, este le interrumpió mientras Ramírez hacía referencia a los riesgos que amenazaban el trono sardo.
En 1841 fue nombrado enviado extraordinario y ministro plenipotenciario en Viena, cerca de Fernando I de Austria. En esta ciudad trabó conocimiento con Clemente, príncipe de Metternich. Durante esta misión diplomática tuvo un importante papel en el concierto de la boda entre el emperador Pedro II del Brasil y la princesa Teresa Cristina de las Dos-Sicilias, hermana de Fernando II de las Dos-Sicilias.
Fue de nuevo enviado a Turín en 1851.Fue presentado a la corte sarda en el castillo de Moncalieri en noviembre de 1851. Protagonizó un incidente cuando presentaba sus cartas credenciales al monarca Víctor Manuel II, este le interrumpió mientras Ramírez hacía referencia a los riesgos que amenazaban el trono sardo.

## Iconografía
Durante su misión en Viena fue retratado por Daffinger en un dibujo sobre acuarela, como parte de la colección reunida por Melania, esposa de Klemens von Metternich.

## Órdenes y empleos

### Órdenes
- Caballero gran cruz de la Orden de Francisco I.[12]
- Caballero gran cruz de la Orden imperial de Cristo.
- Caballero gran cruz con cordón de la Orden de los Santos Mauricio y Lázaro.
- Caballero de la Orden de Carlos III.

### Empleos
- Enviado extraordinario y ministro plenipotenciario de Fernando II de las Dos-Sicilias ante Víctor Manuel II de Italia (1852-).
- Enviado extraordinario y ministro plenipotenciario de Fernando II de las Dos-Sicilias ante Fernando I de Austria (1841-1848)
- Enviado extraordinario y ministro plenipotenciario de Fernando II de las Dos-Sicilias ante Carlos Alberto de Cerdeña (1833-1841)[6]
- Enviado extraordinario y ministro plenipotenciario de Fernando II de las Dos-Sicilias ante Guillermo I de los Países Bajos. (-1834)
- Encargado de asuntos de Francisco I de las Dos-Sicilias ante el reino de los Países Bajos (1826-)